# Епархия Джалинго
Епархия Джалинго (лат. Dioecesis Ialingoensis) — епархия Римско-Католической церкви c центром в городе Джалинго, Нигерия. Епархия Джалинго входит в митрополию Джоса. Кафедральным собором епархии Джалинго является церковь святого Августина.

## История
23 июня 1958 года Римский папа Иоанн Павел II издал буллу Quo efficacius, которой учредил епархию Джалинго, выделив её из епархии Йолы.

## Ординарии епархии
- епископ Игнатий Аяу Кайгама (3.02.1995—14.04.2000), назначен архиепископом Джоса;
- епископ James Naanman Daman OSA (2000—2007);
- епископ Charles M. Hammawa (2008 — по настоящее время).

## Источник
- Annuario Pontificio, Libreria Editrice Vaticana, Città del Vaticano, 2003, ISBN 88-209-7422-3
- Булла Quo efficacius  (лат.)